# پاکت نامه
پاکِت نامه یا گاهی انوِلوپ نوعی پاکت برای بسته‌بندی است که معمولاً از جنس کاغذ است و برای انتقال برگ کاغذ یا کارت مورد استفاده قرار می‌گیرد.

پاکت نامه مربوط به دوره قاجاریه ایران

## اندازه‌های استاندارد بین‌المللی
پاکت نامه در سایزهای مختلفی وجود دارد که توسط سازمان استاندارد بین‌المللی ISO 269 و DIN_678 بر حسب اندازه کاغذ تعریف شده‌اند.
| نوع          | طول (میلیمتر) | عرض (میلیمتر) | مناسب برای محتوای کاغذ |
| ------------ | ------------- | ------------- | ---------------------- |
| C6           | ۱۱۴           | ۱۶۲           |                        |
| B6           | ۱۲۵           | ۱۷۶           | C6                     |
| C5/6 (DL)    | ۱۱۰           | ۲۲۰           |                        |
| C6/5 * (DL+) | ۱۱۴           | ۲۲۹           |                        |
| C5           | ۱۶۲           | ۲۲۹           |                        |
| B5           | ۱۷۶           | ۲۵۰           | C5                     |
| C4           | ۲۲۹           | ۳۲۴           | A4                     |
| B4           | ۲۵۰           | ۳۵۳           | C4                     |
| E4           | ۲۸۰           | ۴۰۰           | B4                     |
| C3           | ۳۲۴           | ۴۵۸           | A3                     |
|              |               |               |                        |

مؤسسه استاندارد آلمان (در DIN 678)، فهرست مشابهی از اندازه‌های پاکت تعریف کرده‌است.